# Fara-Fara
Eine Fara-Fara ist ein Einfachrohrblattinstrument aus Bambus mit Schalltrichter, das in den westlichen Teilen der osttimoresischen Gemeinde Lautém bei den Fataluku verwendet wird.
Sie besteht aus einem etwa anderthalb Meter langen Bambusrohr und einem Schalltrichter aus Palmblättern, die um das Bambusrohr gewickelt werden. Die Anblasöffnung ist schräg abgeschnitten. Darüber wird ein kleines blattförmiges Stück getrocknetes Palmblatt in einen Schlitz an der Oberseite des Bambusrohrs gesteckt, das als Rohrblatt fungiert. Hier unterscheidet sie sich von der Keko, die eine durchschlagende Zunge hat und quer geblasen wird. Um die Fara-Fara zu spielen, wird der Kopf nach unten gehalten und mit einem langen Atemzug hinein geblasen, wofür man starke Lungen braucht.
Der Ton, den die Fara-Fara erzeugt, ist monoton und erinnert an ein tiefes Quaken. Anders als bei der Keko, mit der man Melodien spielen kann. Sie wird daher weniger für musikalische Vorführungen verwendet, sondern noch heute, um Vögel und andere Tiere aus den Feldern und Gärten zu vertreiben. Unter anderem auch Haustiere, wie Schweine, die traditionell nicht eingesperrt werden und frei herumlaufen.